# Naviglio Grande

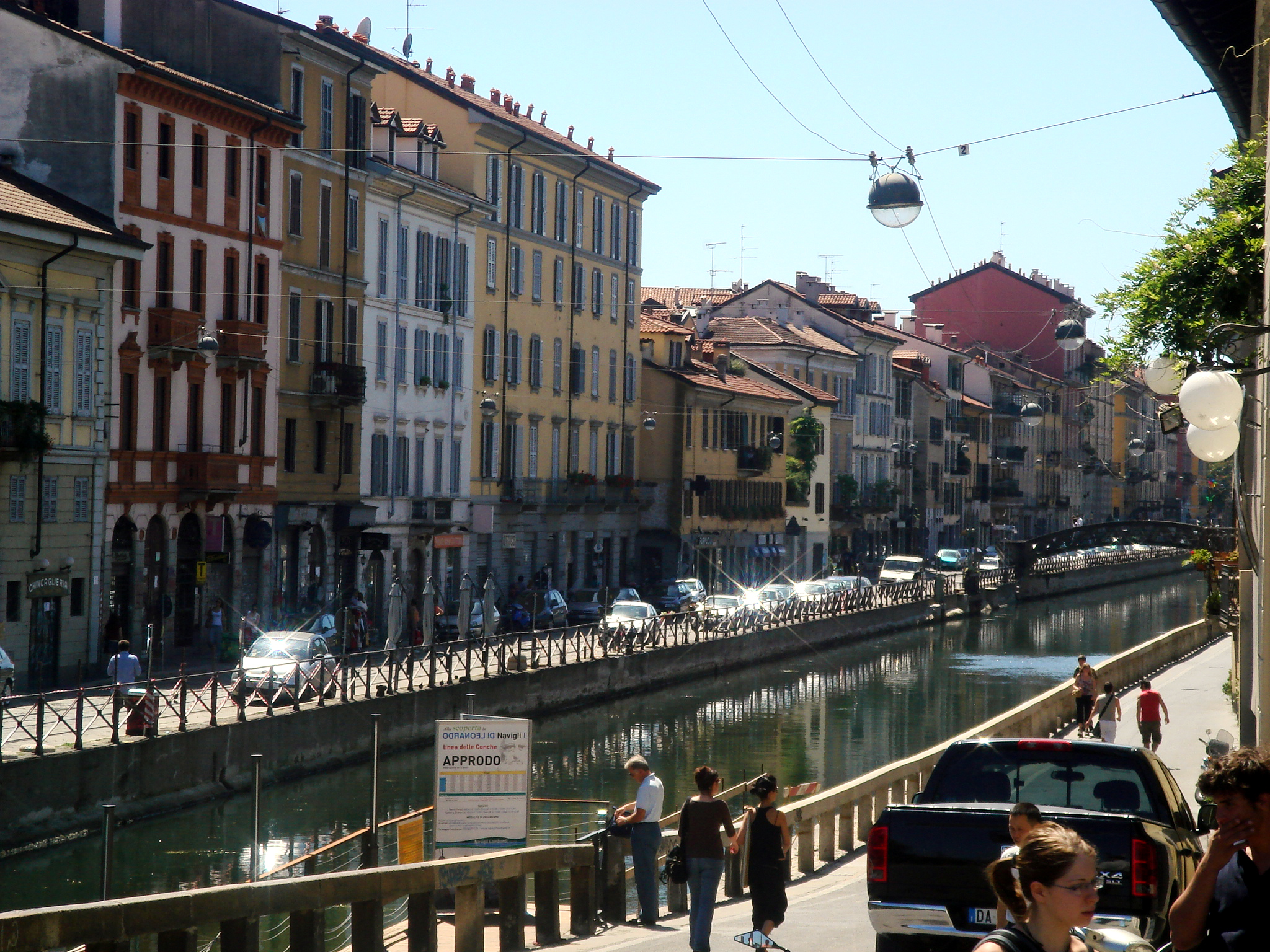
Naviglio grande

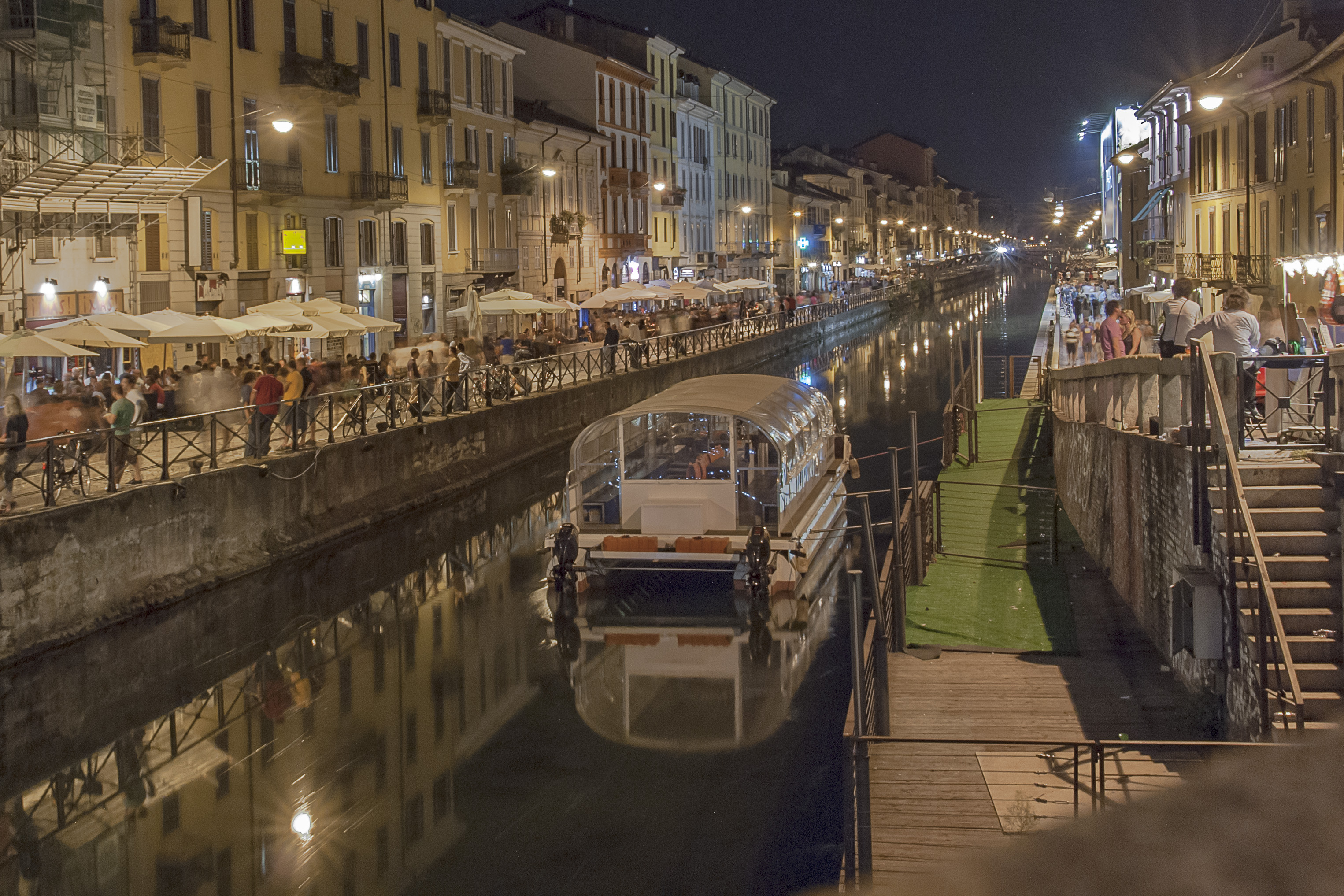
Naviglio grande bei Nacht

Der Naviglio Grande ist der älteste Naviglio (Kanal) Mailands.
Er wurde in den Jahren 1177 bis 1257 gebaut und bezieht sein Wasser aus dem Ticino (Tessin). Über 50 km lang, diente er als Transportweg zwischen Mailand und dem Lago Maggiore (und somit auch der Schweiz). Die für den Bau des Domes benötigten Marmorblöcke, aber auch Schüttgüter wie Kohle wurden auf ihm verschifft, wobei Lastkähne durch den Kanal gestakt wurden. In den 1960er Jahren wurde der Transportverkehr eingestellt.
Der Naviglio wird heute als Wasserspender für die Landwirtschaft genutzt. Am Ende des Kanals (in Mailand) haben sich an beiden Ufern etliche Kneipen und Restaurants etabliert, die abends und am Wochenende gut besucht sind.
Von Mailand führt entlang des Kanals ein Radweg bis Gaggiano auf der rechten, von dort bis Abbiategrasso auf der linken Kanalseite; gerne wird er von vielen Joggern genutzt.
An den Ufern liegen die Orte Buccinasco, Corsico, Trezzano sul Naviglio, Gaggiano, Vermezzo und Abbiategrasso.